# Sremska Rača
Sremska Rača (cyr. Сремска Рача) – wieś w Serbii, w Wojwodinie, w okręgu sremskim, w mieście Sremska Mitrovica. W 2011 roku liczyła 624 mieszkańców.